# Braquis
Braquis is een gemeente in het Franse departement Meuse (regio Grand Est) en telt 92 inwoners (2009). De plaats maakt deel uit van het arrondissement Verdun.

## Geografie
De oppervlakte van Braquis bedraagt 4,8 km², de bevolkingsdichtheid is dus 19,2 inwoners per km².

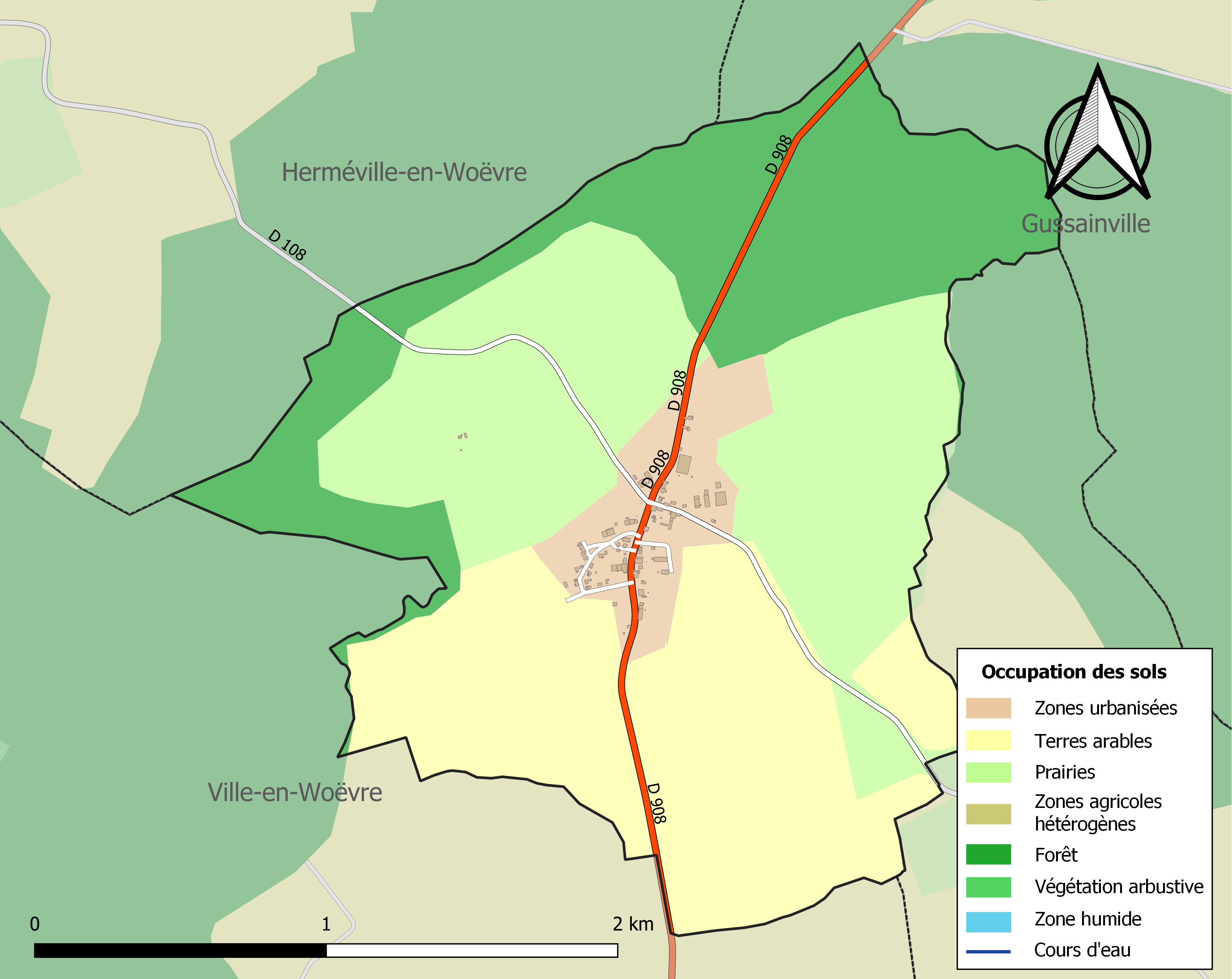
Kaart van de gemeente met de belangrijkste infrastructuur, bodemgebruik en omliggende gemeenten

## demografie
Onderstaande figuur toont het verloop van het inwonertal

## overleden in B.
- Franz Marc (1880-1916) Duits schilder

## externe link
- (fr)  Statistische informatie op de website van INSEE

Avillers-Sainte-Croix · Boinville-en-Woëvre · Bonzée · Braquis · Buzy-Darmont · Combres-sous-les-Côtes · Dommartin-la-Montagne · Doncourt-aux-Templiers · Les Éparges · Étain · Fresnes-en-Woëvre · Fromezey · Gussainville · Hannonville-sous-les-Côtes · Harville · Haudiomont · Hennemont · Herbeuville · Herméville-en-Woëvre · Labeuville · Latour-en-Woëvre · Maizeray · Manheulles · Marchéville-en-Woëvre · Mouilly · Moulotte · Pareid · Parfondrupt · Pintheville · Riaville · Ronvaux · Saint-Hilaire-en-Woëvre · Saint-Jean-lès-Buzy · Saint-Remy-la-Calonne · Saulx-lès-Champlon · Thillot · Trésauvaux · Ville-en-Woëvre · Villers-sous-Pareid · Warcq · Watronville · Woël